# Ars Moriendi
Ars Moriendi (z łac. Sztuka umierania) – czwarty album niemieckiego zespołu blackmetalowego Lunar Aurora, wydany 1 maja 2001 roku za pośrednictwem wytwórni Ars Metalli. Podobnie jak w przypadku Kettenhund Records, do której zespół należał w 1999 roku podczas wydawania Of Stargates and Bloodstained Celestial Spheres, Ars Metalli borykała się z problemami finansowymi, co doprowadziło do ograniczenia jej działalności, a następnie zamknięcia w 2004 roku. Zmusiło to muzyków do kolejnych poszukiwań oraz znacznie opóźniło pojawianie się kolejnych wydawnictw. W 2005 roku album doczekał się reedycji za pośrednictwem Supernal Music. Wersja ta posiada dodatkową warstwę gitarową oraz inną okładkę. Ta sama wersja ukazała się też później na kasetach magnetofonowych poprzez Night Birds Records.

## Lista utworów
1. „Ars Moriendi” – 0:42
2. „Dämonentreiber” – 6:04
3. „Kältetod” – 5:51
4. „Black Aureole” – 5:58
5. „Beholder in Sorrow” – 4:48
6. „Flammen der Sehnsucht” – 6:37
7. „Aasfresser” – 6:29
8. „Geist der Nebelsphären” – 7:11
9. „Outro” – 3:31

## Twórcy
- Aran – gitara elektryczna, wokale wspomagające
- Whyrhd – wokale, gitara basowa
- Sindar – keyboard